# Antonio Brito
Antonio Luiz Paranhos Ribeiro Leite de Brito, ou simplesmente Antonio Brito (Salvador, 17 de janeiro de 1969) é um administrador de empresas e político brasileiro, filiado ao Partido Social Democrático (PSD). É deputado federal pela Bahia e ex-presidente do Conselho Nacional de Assistência Social (CNAS).
É o líder do PSD na Câmara dos Deputados. Também foi, por três vezes, presidente da Comissão de Seguridade Social e Família (2015, 2019 e 2020), segunda maior Comissão da Câmara, na composição da época, em número de deputados. Preside o Grupo Parlamentar Brasil-Portugal, além de coordenar a Frente Parlamentar de Apoio às Santas Casas, Hospitais e Entidades Filantrópicas e a Frente Parlamentar de Luta contra a Tuberculose.
É filho do jurista, ex-prefeito e atual vereador de Salvador, Edvaldo Brito.

## Carreira
Antonio Brito graduou-se em Administração de Empresas pela Escola de Administração de Empresas da Bahia em 1990, com especialização lato sensu em Auditoria Econômica e Financeira pela Universidade Gama Filho em 1993. Desde a década de 90, integrou os conselhos gestores de instituições governamentais e também a diretoria de órgãos representativos das Santas Casas e hospitais filantrópicos: Presidente do Conselho Municipal de Assistência Social de Salvador (1996-2000); Presidente do Sindicato das Santas Casas e Entidades Filantrópicas da Bahia (1999-2002); Presidente do Conselho Nacional de Assistência Social (2001-2003); Membro do Conselho Universitário da Universidade Federal da Bahia (2003-2005); Membro do Conselho de Gestão das Organizações Sociais da Bahia (2004-2006); Presidente da Federação das Santas Casas de Misericórdia, Hospitais e Entidades Filantrópicas da Bahia (2004-2010); Membro do Conselho Estadual de Saúde da Bahia (2005-2008); Presidente da Confederação Nacional das Santas Casas de Misericórdia, Hospitais e Entidades Filantrópicas (2005-2011); Membro do Conselho Municipal de Saúde de Salvador (2006-2008); Membro do Conselho Nacional de Saúde (2008); Presidente da Confederação Internacional das Misericórdias (2012-2015).
Entre 2009 e 2010 assumiu a Secretaria do Trabalho, Assistência Social e Direitos do Cidadão da Prefeitura de Salvador. Em 2010 elegeu-se Deputado Federal pelo PTB, alcançando a reeleição em 2014, 2018 e 2022.
Em Março de 2016, Antonio Brito e seu pai, ex-prefeito e atual vereador de Salvador Edvaldo Brito, anunciaram que estavam ingressando no PSD..

## Controvérsias

### Denúncia da Odebrecht
Uma matéria publicada no G1 indica que o deputado teria, em 2010, recebido R$100.000,00 da Odebrecht para sua campanha, no sistema de pagamento informatizado da construtora ele teria o codinome de "Misericórdia". No entanto, após abertura de inquérito pelo Supremo Tribunal Federal (STF) e mais de um ano de investigação, o Ministério Público concluiu pelo arquivamento da denúncia, em virtude da inexistência de prova material do recebimento de recursos não contabilizados pela empresa na campanha eleitoral de 2010.

## Desempenho eleitoral
| Ano  | Eleição            | Partido | Candidato a      | Votos   | %     | Resultado | Ref    |
| ---- | ------------------ | ------- | ---------------- | ------- | ----- | --------- | ------ |
| 2010 | Estaduais na Bahia | PTB     | Deputado federal | 70.207  | 1,17% | Eleito    | [ 7 ]  |
| 2014 | Estaduais na Bahia | PTB     | Deputado federal | 159.840 | 2,41% | Eleito    | [ 8 ]  |
| 2018 | Estaduais na Bahia | PSD     | Deputado federal | 127.716 | 1,86% | Eleito    | [ 9 ]  |
| 2022 | Estaduais na Bahia | PSD     | Deputado federal | 165.386 | 2,08% | Eleito    | [ 10 ] |